# Собінов Рем Борисович
Собінов Рем Борисович — радянський, російський звукорежисер.
Народився 17 травня 1931 р. в Москві. Закінчив юридичний факультет Московського державного університету (1955). 
З 1962 р. працює на кіностудії «Мосфільм». У послужному списку звукорежисера багато відомих кінофільмів, в числі яких: «Бій з тінню» (1972), «Свій серед чужих, чужий серед своїх» (1974), «Блакитний портрет» (1976), «Таємниця „Чорних дроздів“» (1983), «Змієлов» (1985), «Ми веселі, щасливі, талановиті!» (1986), «Загадка Ендхауза» (1989), «Сфінкс» (1990), «Я вільний, я нічий» (1994), «Єрмак» (1996) тощо.
Оформив українські фільми: художню стрічку К. Муратової «Чутливий міліціонер» (1992, у співавт.), а також документальну реж. В. Климова «Сторонній» (Полемічні фрагменти до портрета, 1993) — про долю каскадера Володимира Жарикова.
У 2007 році зіграв епізодичні ролі в російсько-українських картинах Валерія Пендраковського: «Повне дихання» і «Та, що біжить по хвилях».